# أبجديات الموت 2
أبجديات الموت 2 (بالإنجليزية: ABCs of Death 2)‏ هو فيلم رعب تم إنتاجه في الولايات المتحدة وصدر سنة 2014 وهو الجزء الثاني من سلسلة أفلام أبجديات الموت.

## القصة
مثل الفيلم الأول ، تم تقسيم التكملة إلى 26 فصلاً فرديًا ، كل فصل يديره مخرج مختلف مخصص له حرفًا من الأبجدية. بعد ذلك تم إطلاق العنان للمخرجين في اختيار كلمة لإنشاء قصة تتضمن الموت. تتراوح أنواع الوفيات من الحوادث إلى القتل.

## وصلات خارجية
أبجديات الموت 2 على موقع IMDb (الإنجليزية)
- أبجديات الموت 2 على موقع ميتاكريتيك (الإنجليزية)
- أبجديات الموت 2 على موقع روتن توميتوز (الإنجليزية)
- أبجديات الموت 2 على موقع ألو سيني (الفرنسية)
- أبجديات الموت 2 على موقع Turner Classic Movies (الإنجليزية)
- أبجديات الموت 2 على موقع أول موفي (الإنجليزية)
- أبجديات الموت 2 على موقع بوكس أوفيس موجو (الإنجليزية)
- أبجديات الموت 2 على موقع قاعدة بيانات الفيلم (الإنجليزية)
- أبجديات الموت 2 على موقع ليتربوكسد (الإنجليزية)
- أبجديات الموت 2 على موقع كينوبويسك (الروسية)